# Loz
Personaje perteneciente a la Compilation of Final Fantasy VII, más concretamente en la película Final Fantasy VII: Advent Children.
Es uno de los tres hermanos menores de Cloud que ha surgido de la corriente vital para poder reunirse con "su madre", Jénova.
Su búsqueda le lleva a la antigua iglesia del sector 7 de Midgar, donde combate contra Tifa Lockhart, que cae derrotada ante la rapidez y fuerza de su enemigo. Después secuestra a Marlene y roba la materia de Cloud.
En la Ciudad Olvidada, lugar donde habían llevado a todos los niños del planeta para comenzar "La Reunión" lucha junto a Yazoo contra Cloud, este último es finalmente derrotado por Kadaj y rescatado por Vincent.
Tras esto, lucha también junto a Yazoo en Midgar contra Rude y Reno, que son rápidamente derrotados.
Después huye junto a sus dos hermanos en moto, pero él y Yazoo aparentemente mueren a causa de la gran explosión que provocan Rude y Reno en la carretera.
Finalmente, aparece junto a Yazoo a punto de desvanencerse a causa de la lluvia que purifica el Geostigma, desapareciendo finalmente cuando Cloud les ataca.
Su arma es una especie de lanza descargas con tres niveles de intensidad, que usa tanto para atacar como para protegerse (Duel Hound) .Se le aproxima unos veinte años, convirtiéndose en el mayor de los tres hermanos. Puede moverse a la velocidad de la luz.
- Datos: Q5981725